# Виноградов Олександр Миколайович
Олександр Миколайович Виноградов (рос. Александр Николаевич Виноградов; нар. 28 лютого 1918, Москва, РРФСР — пом. 10 грудня 1988, Москва, СРСР) — радянський хокеїст, футболіст та хокейний тренер.
Заслужений майстер спорту СРСР (1946). Чемпіон світу та Європи. Нагороджений медаллю «За трудову доблесть».

## Футбольна кар'єра
Фізично сильний, витривалий футболіст, який виконував на полі величезний обсяг роботи. З однаковим успіхом грав у обороні та брав участь в наступальних діях, володів потужним дальнім ударом. З вісімнадцяти років виступав за ЦБЧА. У складі легендарної «команди лейтенантів» двічі вигравав чемпіонат та одного разу кубок СРСР. Два останні сезони виступав за ВПС (1948–1949). Всього в чемпіонатах СРСР провів 146 матчів та забив 6 голів.
| Нагороди       | Команда       | Кіл. | Роки       |
| -------------- | ------------- | ---- | ---------- |
| Чемпіонат СРСР |               |      |            |
| Золото         | ЦБЧА (Москва) | 2    | 1946, 1947 |
| Срібло         | ЦБЧА (Москва) | 2    | 1938, 1945 |
| Бронза         | ЦБЧА (Москва) | 1    | 1939       |
| Кубок СРСР     |               |      |            |
| Володар        | ЦБЧА (Москва) | 1    | 1945       |
| Фіналіст       | ЦБЧА (Москва) | 1    | 1944       |

## Хокейна кар'єра
Один з найкращих захисників першого десятиріччя радянського хокею. За результатами сезону шість разів поспіль обирався до символічної збірної (1947–1952). В першому чемпіонаті СРСР з хокею із шайбою здобув срібну нагороду у складі ЦБЧА. Наступні шість сезонів грав за ВПС (Москва). Тричі поспіль вигравав чемпіонат СРСР та одного разу кубок. 1953 року ЦБЧА та ВПС були об'єднані в одну команду — ЦСК МО. У ній Олександр Виноградов провів останні два сезони. Здобув «золото» національної ліги 1955 та два кубки СРСР. Всього у чемпіонатах СРСР провів 130 матчів (35 голів).
Провів два матчі у складі збірної Москви, яка взимку 1948 року проводила серію матчів з найсильнішою європейською клубною командою того часу, празьким ЛТЦ.
У складі національної збірної провів 11 товариських ігор та шість матчів на чемпіонаті світу 1954. Чемпіон світу та Європи.
| Нагороди         | Команда       | Кіл. | Роки             |
| ---------------- | ------------- | ---- | ---------------- |
| Чемпіонат світу  |               |      |                  |
| Золото           | СРСР          | 1    | 1954             |
| Чемпіонат Європи |               |      |                  |
| Золото           | СРСР          | 1    | 1954             |
| Чемпіонат СРСР   |               |      |                  |
| Золото           | ВПС (Москва)  | 3    | 1951, 1952, 1953 |
| Золото           | ЦСКА (Москва) | 1    | 1955             |
| Срібло           | ЦСКА (Москва) | 2    | 1947, 1954       |
| Срібло           | ВПС (Москва)  | 1    | 1949             |
| Кубок СРСР       |               |      |                  |
| Володар          | ВПС (Москва)  | 1    | 1952             |
| Володар          | ЦСКА (Москва) | 2    | 1954, 1955       |
| Фіналіст         | ВПС (Москва)  | 1    | 1951             |

## Тренерська діяльність
В середині сезону 1960/61 очолив ЦСКА, команда зайняла перше місце в чемпіонаті. 1962–1963 — головний тренер СКА (Куйбишев), 1964–1967 — «Крила Рад» (Москва).
| Нагороди       | Команда       | Кіл. | Рік  |
| -------------- | ------------- | ---- | ---- |
| Чемпіонат СРСР |               |      |      |
| Золото         | ЦСКА (Москва) | 1    | 1961 |